# Italo Santelli
Italo Santelli (ur. 15 sierpnia 1866 w Carrodano, zm. 8 lutego 1945 w Livorno) – włoski szermierz, uważany za „ojca współczesnej szabli”.

## Życiorys

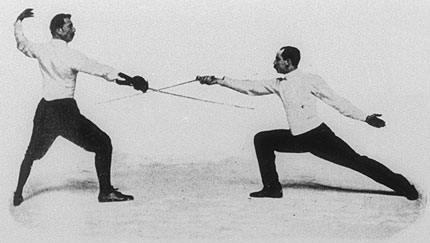
Santelli (z lewej) na Letnich Igrzyskach Olimpijskich w 1900 roku, pojedynek floretem przeciwko Jean-Baptiste Mimiague

Italo Santelli urodził się w Carrodano w 1866 roku. Studiował w słynnych włoskich szkołach, w tym Scuola Magistrale Militare di Roma, którą ukończył w 1889 r. W 1896 roku Santelli został uznany za mistrza szermierki i przeprowadził się do Budapesztu wraz z bratem Otello, również szermierzem, i jego żoną. Santelli miał syna Giorgio na Węgrzech, urodzonego w 1897 roku, który zachował obywatelstwo włoskie, zanim wyjechał do USA.
To właśnie na Węgrzech Italo Santelli zaczął tworzyć nowy styl szermierki szablą. Styl wymagał znacznie szybszej obrony niż wymagał tego styl klasyczny i stał się znany jako „nowoczesny styl” Santellego.
Santelli zaprezentował swój nowoczesny styl podczas Letnich Igrzysk Olimpijskich 1900 w Paryżu we włoskiej drużynie. W konkursie floretów zajął szóste miejsce, ale zdobył srebrny medal w szabli, jego kolega z drużyny Antonio Conte zdobył złoto. Później trenował George’a Wortha, urodzonego na Węgrzech amerykańskiego szermierza, medalisty olimpijskiego.

## Kontrowersja na igrzyskach w 1924
Podczas Letnich Igrzysk Olimpijskich 1924 węgierski sędzia Kovacs podjął kontrowersyjną decyzję w meczu szermierczym, stając po stronie Francji w meczu z Włochami. Włoski szermierz, Aldo Boni, werbalnie zaatakował sędziego i odmówił przeprosin, gdy go o to poproszono. Santelli został wezwany jako świadek niesportowego zachowania Boniego, a włoski zespół został zmuszony do rezygnacji z zawodów.
Będąc we Włoszech, kapitan włoskiej drużyny, Adolfo Cotronei, oskarżył Santellego o wystąpienie przeciwko Boniemu w celu usunięcia Włochów z rywalizacji, rzekomo obawiając się, że wyeliminują jego drugi naród, Węgry, który zdobył brąz na Igrzyskach w 1924 roku. Cotronei rzucił wyzwanie Santellemu, który był już wtedy po 60. roku życia, na pojedynek. Giorgio Santelli, zgodnie z zasadami pojedynku, zajął miejsce ojca w walce i wygrał pojedynek dzięki ripoście w twarz Cotroneiemu. W trakcie swojej kariery Santelli trenował wielu wybitnych szermierzy.
Santelli zmarł 8 lutego 1945 r. w wieku 78 lat w Livorno we Włoszech.